# کوجی اوچیای
کوجی اوچیای (انگلیسی: Kōji Ochiai; ۴ فوریهٔ ۱۹۶۶ – ) بازیگر، و صداپیشگی در ژاپن اهل ژاپن بود. وی از سال ۱۹۹۰ میلادی تاکنون مشغول فعالیت بوده‌است.